# Leo Pescarolo
Leo Pescarolo (Gènova, 1935 – Rabat 24 de maig de 2006) va ser un productor de cinema italià.
Fill de l'actriu Vera Vergani, Pescarolo va entrar a la indústria del cinema als 22 anys, primer com a ajudant de direcció de Gianni Franciolini i Mario Camerini, i més tard com a productor. Va produir moltes pel·lícules de Liliana Cavani, Giuliano Montaldo i gairebé totes les obres de Francesca Archibugi, així com pel·lícules de Federico Fellini, Francesco Rosi i Lars von Trier. El 1994 va guanyar el Nastro d'Argento per Millor productor, per Il grande cocomero, d'Archibugi, i el 1997 va guanyar el David di Donatello a la mateixa categoria per a La treva. Pescarolo també era un reconegut gastrònom, i va ocupar una columna de cuina per a un diari.

## Filmografia
- Il morbidone, dirigida per Massimo Franciosa (1965)
- Francesco d'Assisi, dirigida per Liliana Cavani (1966) - telefilm
- Galileo, dirigida per Liliana Cavani (1968)
- Cosa avete fatto a Solange?, dirigida per Massimo Dallamano (1972)
- Si può essere più bastardi dell'ispettore Cliff?, dirigida per Massimo Dallamano (1973)
- Giordano Bruno, dirigida per Giuliano Montaldo (1973)
- Innocenza e turbamento, dirigida per Massimo Dallamano (1974)
- Il piatto piange, dirigida per Paolo Nuzzi (1974)
- Macchie solari, dirigida per Armando Crispino (1975)
- Le malin plaisir, dirigida per Bernard Toublanc-Michel (1975)
- Una sera c'incontrammo, dirigida per Piero Schivazappa (1975)
- La banca di Monate, dirigida per Francesco Massaro (1975)
- Giovannino, dirigida per Paolo Nuzzi (1976)
- Enigma rosso, dirigida per Alberto Negrin (1978)
- Diavolo in corpo, dirigida per Marco Bellocchio (1986)
- Molly O, dirigida per Gino Bortoloni (1986)
- Gli occhiali d'oro, dirigida per Giuliano Montaldo (1987)
- L'estate impura, dirigida per Pierre Granier-Deferre (1987)
- Una grande storia d'amore - film TV (1988)
- Mignon è partita, dirigida per Francesca Archibugi (1988)
- Lo zio indegno, dirigida per Franco Brusati (1989)
- Tempo di uccidere, dirigida per Giuliano Montaldo (1989)
- Christian, dirigida per Gabriel Axel (1989)
- Verso sera, dirigida per Francesca Archibugi (1990)
- La battaglia dei tre tamburi di fuoco, dirigida per Souheil Ben-Barka i Uchkun Nazarov (1990)
- Il colore dei suoi occhi, dirigida per Antonio Tibaldi (1991)
- Il grande cocomero, dirigida per Francesca Archibugi (1993)
- Tempo di amare, dirigida per Oja Kodar (1993)
- L'ispettore Sarti - Un poliziotto, una città - serie TV, 19 episodi (1991-1994)
- Con gli occhi chiusi, dirigida per Francesca Archibugi (1994)
- L'assassino è quello con le scarpe gialle, dirigida per Filippo Ottoni (1995)
- La treva, dirigida per Francesco Rosi (1997)
- Artemisia - Passione estrema, dirigida per Agnès Merlet (1997)
- Il piacere e i suoi piccoli inconvenienti, dirigida per Nicolas Boukhrief (1998)
- L'albero delle pere, dirigida per Francesca Archibugi (1998)
- Il tempo ritrovato, dirigida per Raoul Ruiz (1999)
- Il tempo dell'amore, dirigida per Giacomo Campiotti (1999)
- La vespa e la regina, dirigida per Antonello De Leo (1999)
- Dancer in the Dark, dirigida per Lars von Trier (2000)
- The Luzhin Defence, dirigida per Marleen Gorris (2000)
- Semana Santa, dirigida per Pepe Danquart (2002)
- Hollywood Flies, dirigida per Fabio Segatori (2005)